# Campeonato Europeu de Halterofilismo de 2008
O Campeonato Europeu de Halterofilismo de 2008 foi a 87ª edição do campeonato, sendo organizado pela Federação Europeia de Halterofilismo, em Lignano Sabbiadoro, na Itália, entre 11 a 20 de abril de 2008. Foram disputadas 15 categorias (8 masculino e 7 feminino).

## Medalhistas

### Masculino
| Evento     | Ouro                           | Ouro      | Prata                          | Prata     | Bronze                           | Bronze    |
| até 56 kg  | até 56 kg                      | até 56 kg | até 56 kg                      | até 56 kg | até 56 kg                        | até 56 kg |
| ---------- | ------------------------------ | --------- | ------------------------------ | --------- | -------------------------------- | --------- |
| Arranque   | Halil Mutlu · Turquia          | 120 kg    | Tom Goegebuer · Bélgica        | 111 kg    | Igor Grabucea · Moldávia         | 110 kg    |
| Arremesso  | Halil Mutlu · Turquia          | 149 kg    | Vito Dellino · Itália          | 135 kg    | Vladimır Urumov · Bulgária       | 133 kg    |
| Total      | Halil Mutlu · Turquia          | 269 kg    | Tom Goegebuer · Bélgica        | 244 kg    | Vladimır Urumov · Bulgária       | 239 kg    |
| até 62 kg  |                                |           |                                |           |                                  |           |
| Arranque   | Erol Bilgin · Turquia          | 135 kg    | Sergey Petrosyan · Rússia      | 135 kg    | Sardar Hasanov · Azerbaijão      | 125 kg    |
| Arremesso  | Sergey Petrosyan · Rússia      | 167 kg    | Erol Bilgin · Turquia          | 160 kg    | Zulfugar Suleymanov · Azerbaijão | 158 kg    |
| Total      | Sergey Petrosyan · Rússia      | 302 kg    | Erol Bilgin · Turquia          | 295 kg    | Stefan Georgiev · Bulgária       | 278 kg    |
| até 69 kg  |                                |           |                                |           |                                  |           |
| Arranque   | Tigran Martirosyan · Armênia   | 158 kg    | Demir Demirev · Bulgária       | 146 kg    | Turan Mirzayev · Azerbaijão      | 146 kg    |
| Arremesso  | Venceslas Dabaya · França      | 188 kg    | Tigran Martirosyan · Armênia   | 188 kg    | Mehmed Fikretov · Bulgária       | 175 kg    |
| Total      | Tigran Martirosyan · Armênia   | 346 kg    | Venceslas Dabaya · França      | 333 kg    | Mehmed Fikretov · Bulgária       | 315 kg    |
| até 77 kg  |                                |           |                                |           |                                  |           |
| Arranque   | Ara Khachatryan · Armênia      | 165 kg    | Oleg Perepetchenov · Rússia    | 164 kg    | Aleksey Yufkin · Rússia          | 155 kg    |
| Arremesso  | Aleksey Yufkin · Rússia        | 200 kg    | Oleg Perepetchenov · Rússia    | 198 kg    | Ara Khachatryan · Armênia        | 196 kg    |
| Total      | Oleg Perepetchenov · Rússia    | 362 kg    | Ara Khachatryan · Armênia      | 361 kg    | Aleksey Yufkin · Rússia          | 355 kg    |
| até 85 kg  |                                |           |                                |           |                                  |           |
| Arranque   | Tigran Martirosyan · Armênia   | 172 kg    | Vasily Polovnikov · Rússia     | 168 kg    | İzzet İnce · Turquia             | 167 kg    |
| Arremesso  | Tigran Martirosyan · Armênia   | 205 kg    | Vasily Polovnikov · Rússia     | 205 kg    | Benjamin Hennequin · França      | 200 kg    |
| Total      | Tigran Martirosyan · Armênia   | 377 kg    | Vasily Polovnikov · Rússia     | 373 kg    | Georgi Markov · Bulgária         | 362 kg    |
| até 94 kg  |                                |           |                                |           |                                  |           |
| Arranque   | Szymon Kołecki · Polónia       | 177 kg    | Edgar Gevorgyan · Armênia      | 176 kg    | Mukhamat Sozaev · Rússia         | 174 kg    |
| Arremesso  | Szymon Kołecki · Polónia       | 220 kg    | Andrey Demanov · Rússia        | 213 kg    | Kostyantyn Piliyev · Ucrânia     | 212 kg    |
| Total      | Szymon Kołecki · Polónia       | 397 kg    | Andrey Demanov · Rússia        | 385 kg    | Mukhamat Sozaev · Rússia         | 384 kg    |
| até 105 kg |                                |           |                                |           |                                  |           |
| Arranque   | Dmitry Berestov · Rússia       | 190 kg    | Ramūnas Vyšniauskas · Lituânia | 185 kg    | Martin Tešovič · Eslováquia      | 180 kg    |
| Arremesso  | Ramūnas Vyšniauskas · Lituânia | 220 kg    | Oleksiy Torokhtiy · Ucrânia    | 220 kg    | Dmitry Berestov · Rússia         | 220 kg    |
| Total      | Dmitry Berestov · Rússia       | 410 kg    | Ramūnas Vyšniauskas · Lituânia | 405 kg    | Robert Dolega · Polónia          | 395 kg    |
| + 105 kg   |                                |           |                                |           |                                  |           |
| Arranque   | Matthias Steiner · Alemanha    | 200 kg    | Ihor Shymechko · Ucrânia       | 196 kg    | Evgeny Chigishev · Rússia        | 195 kg    |
| Arremesso  | Viktors Ščerbatihs · Letônia   | 252 kg    | Evgeny Chigishev · Rússia      | 247 kg    | Matthias Steiner · Alemanha      | 246 kg    |
| Total      | Viktors Ščerbatihs · Letônia   | 447 kg    | Matthias Steiner · Alemanha    | 446 kg    | Evgeny Chigishev · Rússia        | 442 kg    |

### Feminino
| Evento    | Ouro                            | Ouro      | Prata                        | Prata     | Bronze                          | Bronze    |
| até 48 kg | até 48 kg                       | até 48 kg | até 48 kg                    | até 48 kg | até 48 kg                       | até 48 kg |
| --------- | ------------------------------- | --------- | ---------------------------- | --------- | ------------------------------- | --------- |
| Arranque  | Genny Pagliaro · Itália         | 88 kg     | Nurcan Taylan · Turquia      | 87 kg     | Sibel Özkan · Turquia           | 86 kg     |
| Arremesso | Sibel Özkan · Turquia           | 110 kg    | Nurcan Taylan · Turquia      | 109 kg    | Genny Pagliaro · Itália         | 106 kg    |
| Total     | Nurcan Taylan · Turquia         | 196 kg    | Sibel Özkan · Turquia        | 196 kg    | Genny Pagliaro · Itália         | 194 kg    |
| até 53 kg |                                 |           |                              |           |                                 |           |
| Arranque  | Nataliya Trotsenko · Ucrânia    | 88 kg     | María de la Puente · Espanha | 86 kg     | Marioara Munteanu · Roménia     | 86 kg     |
| Arremesso | Nataliya Trotsenko · Ucrânia    | 109 kg    | Julia Rohde · Alemanha       | 105 kg    | María de la Puente · Espanha    | 104 kg    |
| Total     | Nataliya Trotsenko · Ucrânia    | 197 kg    | María de la Puente · Espanha | 190 kg    | Julia Rohde · Alemanha          | 188 kg    |
| até 58 kg |                                 |           |                              |           |                                 |           |
| Arranque  | Romela Begaj · Albânia          | 101 kg    | Marieta Gotfryd · Polónia    | 94 kg     | Aleksandra Klejnowska · Polónia | 91 kg     |
| Arremesso | Aleksandra Klejnowska · Polónia | 121 kg    | Roxana Cocos · Roménia       | 120 kg    | Romela Begaj · Albânia          | 111 kg    |
| Total     | Aleksandra Klejnowska · Polónia | 212 kg    | Romela Begaj · Albânia       | 212 kg    | Roxana Cocos · Roménia          | 209 kg    |
| até 63 kg |                                 |           |                              |           |                                 |           |
| Arranque  | Meline Daluzyan · Armênia       | 107 kg    | Sibel Şimşek · Turquia       | 105 kg    | Ruth Kasirye · Noruega          | 101 kg    |
| Arremesso | Meline Daluzyan · Armênia       | 128 kg    | Milka Maneva · Bulgária      | 123 kg    | Sibel Şimşek · Turquia          | 121 kg    |
| Total     | Meline Daluzyan · Armênia       | 235 kg    | Sibel Şimşek · Turquia       | 226 kg    | Milka Maneva · Bulgária         | 223 kg    |
| até 69 kg |                                 |           |                              |           |                                 |           |
| Arranque  | Nazik Avdalyan · Armênia        | 106 kg    | Tatiana Matveeva · Rússia    | 103 kg    | Yulia Artemova · Ucrânia        | 101 kg    |
| Arremesso | Nazik Avdalyan · Armênia        | 136 kg    | Tatiana Matveeva · Rússia    | 136 kg    | Slaveyka Ruzhinska · Bulgária   | 124 kg    |
| Total     | Nazik Avdalyan · Armênia        | 242 kg    | Tatiana Matveeva · Rússia    | 239 kg    | Slaveyka Ruzhinska · Bulgária   | 219 kg    |
| até 75 kg |                                 |           |                              |           |                                 |           |
| Arranque  | Natalya Zabolotnaya · Rússia    | 123 kg    | Lydia Valentín · Espanha     | 115 kg    | Tetyana Zhukova · Ucrânia       | 98 kg     |
| Arremesso | Hripsime Khurshudyan · Armênia  | 141 kg    | Natalya Zabolotnaya · Rússia | 141 kg    | Lydia Valentín · Espanha        | 130 kg    |
| Total     | Natalya Zabolotnaya · Rússia    | 264 kg    | Lydia Valentín · Espanha     | 245 kg    | Yvonne Kranz · Alemanha         | 220 kg    |
| + 75 kg   |                                 |           |                              |           |                                 |           |
| Arranque  | Olha Korobka · Ucrânia          | 127 kg    | Yuliya Dovhal · Ucrânia      | 118 kg    | Magdalena Ufnal · Polónia       | 110 kg    |
| Arremesso | Olha Korobka · Ucrânia          | 150 kg    | Yuliya Dovhal · Ucrânia      | 140 kg    | Kathleen Schöppe · Alemanha     | 129 kg    |
| Total     | Olha Korobka · Ucrânia          | 277 kg    | Yuliya Dovhal · Ucrânia      | 258 kg    | Magdalena Ufnal · Polónia       | 237 kg    |

## Quadro de medalhas
Quadro de medalhas no total combinado
| Ordem | País     | Medalha de ouro | Medalha de prata | Medalha de bronze | Total |
| ----- | -------- | --------------- | ---------------- | ----------------- | ----- |
| 1     | Rússia   | 4               | 3                | 3                 | 10    |
| 2     | Armênia  | 4               | 1                | 0                 | 5     |
| 3     | Turquia  | 2               | 3                | 0                 | 5     |
| 4     | Ucrânia  | 2               | 1                | 0                 | 3     |
| 5     | Polónia  | 2               | 0                | 2                 | 4     |
| 6     | Letônia  | 1               | 0                | 0                 | 1     |
| 7     | Espanha  | 0               | 2                | 0                 | 2     |
| 8     | Alemanha | 0               | 1                | 2                 | 3     |
| 9     | Albânia  | 0               | 1                | 0                 | 1     |
| 9     | Bélgica  | 0               | 1                | 0                 | 1     |
| 9     | França   | 0               | 1                | 0                 | 1     |
| 9     | Lituânia | 0               | 1                | 0                 | 1     |
| 13    | Bulgária | 0               | 0                | 6                 | 6     |
| 14    | Itália   | 0               | 0                | 1                 | 1     |
| 14    | Roménia  | 0               | 0                | 1                 | 1     |
| Total | Total    | 15              | 15               | 15                | 45    |